# Hannes Möhring
Hannes Möhring (* 3. Mai 1949 in Hamburg) ist ein deutscher Mediävist und Orientalist, der als Privatdozent an der Universität Bayreuth lehrt.

## Leben und Wirken
Nach dem Abitur am Liebig-Gymnasium in Frankfurt am Main im Sommer 1968 studierte er ab dem Wintersemester 1968/1969 an der Johann Wolfgang Goethe-Universität Frankfurt die Fächer Geschichte, Historische Hilfswissenschaften, orientalistische Philologie, Islamwissenschaft und Politik. 1972 begann er die Arbeit an seiner Untersuchung über Saladins Eroberung der Stadt Jerusalem und ihre Verteidigung im Dritten Kreuzzug, aufgrund der er 1977 bei Peter Herde promoviert wurde. Die Dissertation war mithilfe einer Förderung durch die Studienstiftung des deutschen Volkes erarbeitet worden und wurde 1980 publiziert. 1977/1978 erhielt Möhring ein Stipendium der Volkswagenstiftung; 1979 bis 1980 arbeitete er als wissenschaftlicher Mitarbeiter an der Erarbeitung des Funkkollegs Geschichte am Deutschen Institut für Fernstudien der Universität Tübingen. Im Anschluss setzte er seine wissenschaftlichen Forschungen weiter fort, 1981/1982 mit einem Stipendium der Gerda Henkel Stiftung, 1983–1985 mit Förderung durch die Fritz Thyssen Stiftung. 1985 erhielt er eine Stelle als Akademischer Rat an der Universität Bayreuth, wo er bis 1988 tätig war.
Ab 1988 erarbeitete Möhring eine umfangreiche Arbeit über den sogenannten Friedenskaiser der Endzeit in der Vorstellung des europäischen und islamischen Mittelalters. Zwischen 1993 und 1996 erhielt er dafür ein Habilitationsstipendium der Deutschen Forschungsgemeinschaft. Am 28. Juli 1999 habilitierte er sich mit dieser Arbeit an der Universität Bayreuth in den Fächern Mittelalterliche Geschichte und Historische Hilfswissenschaften, im Folgejahr erschien die Schrift in der Reihe Mittelalter-Forschungen. Im Wintersemester 1999/2000 und im Sommersemester 2000 vertrat Möhring die Professur für Mittelalterliche Geschichte an der Universität Stuttgart, im Wintersemester 2001/2002 und dem Sommersemester 2002 die an der Technischen Universität Braunschweig. Vom Wintersemester 2002/2003 bis 2008 war er an der Universität Regensburg in der DFG-Forschergruppe „Formen und Funktionen des Krieges im Mittelalter“ tätig, im Anschluss vertrat er (2008) eine mediävistische Dozentur an der Ruprecht-Karls-Universität Heidelberg. Nach 2008 war er Privatdozent in Bayreuth, wo er nach dem Weggang Ludger Körntgens an die Universität Mainz 2012 auch den Lehrstuhl für mittelalterliche Geschichte vertrat, den zum Wintersemester 2016/2017 Kristin Skottki übernahm. Seit April 2016 ist er im Ruhestand.
Möhrings Forschungen betreffen den Nahen Osten sowie den Mittelmeerraum im Mittelalter; Schwerpunkte liegen auf den europäisch-vorderasiatischen Beziehungen im Rahmen der Kreuzzüge sowie auf Endzeiterwartungen und ihren politischen Instrumentalisierungen. Am 11. November 2000 wurde ihm für seine Habilitationsschrift der Stauferpreis der Stauferstiftung Göppingen verliehen, wobei besonders der weite abgedeckte zeitliche, räumliche und kulturelle Rahmen des Werkes hervorgehoben wurde. Möhring ist am Internationalen Kolleg für Geisteswissenschaftliche Forschung „Schicksal, Freiheit und Prognose. Bewältigungsstrategien in Ostasien und Europa“ der Universität Erlangen-Nürnberg beteiligt, wo er mehrere Forschungsaufenthalte hatte (Sommersemester 2010, Wintersemester 2011/2012, Sommersemester 2017). Dort beschäftigte er sich mit politischen Weissagungen und der Rezeption des Pseudo-Methodios sowie den eschatologischen Erwartungen zur Jahrtausendwende unter Otto III.

## Schriften (Auswahl)
- Saladin und der Dritte Kreuzzug. Aiyubidische Strategie und Diplomatie im Vergleich vornehmlich der arabischen mit den lateinischen Quellen (= Frankfurter Historische Abhandlungen. Band 21). Franz Steiner, Wiesbaden 1980, ISBN 3-515-02895-1 (zugleich Dissertation, Universität Frankfurt 1977).
- Der Weltkaiser der Endzeit. Entstehung, Wandel und Wirkung einer tausendjährigen Weissagung (= Mittelalter-Forschungen. Band 3). Thorbecke, Stuttgart 2000, ISBN 3-7995-4254-X (Digitalisat).
- König der Könige. Der Bamberger Reiter in neuer Interpretation. Langewiesche Nachf. Köster, Königstein im Taunus 2004, ISBN 978-3-7845-2141-1.
- Saladin. Der Sultan und seine Zeit, 1138–1193. Beck, München 2005, ISBN 978-3-406-50886-8 (Englische Übersetzung 2008, italienische Übersetzung 2007, türkische Übersetzung 2008; spanische Übersetzung 2010; 2. Auflage 2012).